# Bestuurlijke vernieuwing
 Bestuurlijke vernieuwing was een van de uitgangspunten van het beleid van de “paarse coalitie” in Nederland.
De Staatscommissie Dualisme en lokale democratie (commissie-Elzinga) werd in 1999 ingesteld. Daarop werd de inrichting van het gemeentebestuur in 2002 veranderd: wethouders mogen sindsdien niet tegelijkertijd gemeenteraadslid zijn, en ook niet-gemeenteraadsleden kunnen wethouder worden. Bij de provincie vond een soortgelijke wijziging plaats. Dit dualisme in gemeentelijke- en provinciale politiek zou de oplossing moeten brengen. Wethouders en Statenleden zouden nog maar één pet tegelijk ophebben, zodat zij zich onafhankelijk van hun fractie konden opstellen. Dit alles zou de politiek weer spannend moeten maken. Spanning die de burger aan zou spreken, waardoor hij meer belangstelling zou tonen om aan verkiezingen deel te nemen, zo was de redenering.
Vanaf kabinet-Balkenende II kwamen daar ministers van Bestuurlijke Vernieuwing bij, het waren ministers zonder portefeuille.
In 2005 werd de Nationale conventie ingesteld als adviescollege, met als taak voorstellen te doen voor aanpassingen in het politieke bestel waardoor  het vertrouwen van de burger in de politiek zou kunnen toenemen.
De gekozen burgemeester was een belangrijk speerpunt van Balkenende II, hoewel het publiek geheim was dat het een onderwerp was waar de coalitiepartners VVD en CDA zich niet druk om maakten. 
In de Eerste Kamer was het senator Ed van Thijn van de PvdA, die zich revancheerde op Thom de Graaf van D66, die hem jaren eerder had laten struikelen over de IRT-affaire. Van Thijn had op 27 mei 1994 moeten aftreden na een zeer kortstondig ministerschap en had bij die gelegenheid verklaard: "Ik voel mij nachtmerrieachtig beschadigd". Toen er over de gekozen burgemeester moest worden besloten, was er geen compromis goed genoeg voor de onbuigzame voorzitter van de Eerste Kamerfractie van de PvdA, waarop minister De Graaf op zijn beurt aftrad op 23 maart 2005.